# 凱納雷
凱納雷是伊朗的城市，位於該國南部札格羅斯山脈東南部，由法爾斯省負責管轄，距離首府設拉子約45公里，海拔高度1,595米，2006年人口6,853。